# 藤桥乡
藤桥乡，是中华人民共和国四川省凉山彝族自治州盐源县下辖的一个乡镇级行政单位。

## 行政区划
藤桥乡下辖以下地区：
荞地村、藤桥村、麻柳村和荞山村。